# Yan Maresz
Yan Maresz (Monaco, 14 novembre 1966) è un compositore francese, unico allievo, e poi arrangiatore, di John McLaughlin.

## Biografia
Trasferitosi negli Stati Uniti, ha studiato jazz al Berklee College of Music di Boston, e la composizione con David Diamond alla Juilliard School di New York. Nel 1994 ha seguito il corso di composizione e informazione musicale dell'Ircam dove ha frequentato le lezioni di Tristan Murail. Metallics, per tromba sola e strumenti elettronici in tempo reale, è stato selezionato nel 1997 per l'International Rostrum of Composers dell'UNESCO.

## Opere Principali

### Musica per solisti
- Etude d'Impacts, pour timbales solo, 2006
- Volubiles, pour piano solo, 2001
- Frammenti, pour guitare solo, 2001
- Titube, pour tuba solo, 2001
- Cascade for Donna Lee, pour piano solo, 1997
- Circumambulation, pour flute solo, 1993

### Musica per orchestra
- Silhouettes, 2005
- Recto, 2003
- Instantanés, 2001
- Séphire, 1997
- Mosaiques, 1992
- Parmi les étoiles fixes, 1991

### Musica per ensemble
- Network, per 6 Percussions, 2005
- Metal Extensions, trompette et ensemble instrumental, 2001
- Festin, pour 12 Percussions, 1999
- Entrelacs, pour flûte, clarinette (clar.basse), piano, vibraphone, violoncelle, contrebasse, 1998

### Musica per ensemble elettrico
- Paris qui dort, Petit ensemble et électronique, 2005
- Link, pour flûte, clarinette, violon, violoncelle & sampleur, 2005
- Sul Segno, pour harpe, guitare, cymbalum, contrebasse et dispositif électronique, 2004

## Discografia
- Yan MARESZ: Metallics, Eclipse, Entrelacs, Sul segno, Metal Extensions, Ensemble InterContemporain, Jean-Jacques Gaudon (Metallics) e Antoine Curé (Metal Extensions) trompette solo, André Trouttet (Eclipse) clarinette solo, Jonathan Nott direction, collection compositeurs d'aujourd'hui, Ircam Universal Classics France, 2005, 476 7200.
- Yan MARESZ: Eclipse dans le CD de l'ensemble United Instruments of Lucilin (avec des oeuvres de Jean-Luc Fafchamps, Luca Francesconi, Claude Lenners), clarinette Jean-Marc Foltz, Mark Foster direction, Fuga Libera, B00029RRN2.